# Gert Vande Broek
Gert Vande Broek is coach van de nationale Belgische vrouwenvolleybalploeg, coach van Asterix Kieldrecht, sinds 2016 Asterix Avo Beveren, hoogleraar aan de KU Leuven en Chef Sport op het kabinet van Vlaams Minister Philippe Muyters en Ben Weyts

## Volleybal

### Yellow Tigers
Vande Broek werd in 2008 bondscoach van de Belgische vrouwenvolleybalploeg. Daarmee behaalde hij onder meer de volgende resultaten:
- Een bronzen medaille op het EK Volleybal in 2013
- De finale van de CEV Euroleague 2013 met de Yellow Tigers
- De elfde plaats op het WK van 2014
- Een plaats in de final 6 van de World Grand Prix in 2014
- Vijfde op de Europese Spelen 2015
- Zesde op het Europees kampioenschap volleybal vrouwen 2015

### Asterix Kieldrecht
Vande Broek werd in 1996 trainer van Asterix Kieldrecht. Met deze ploeg behaalde hij het volgende palmares::
- Winnaar CEV Top Teams Cup 2001
- Tweede CEV GM Capital Challenge Cup 2010
- Landskampioen 1998, 2000, 2001, 2008, 2010, 2011, 2012, 2014, 2015 en 2016
- Bekerwinnaar 1996, 1998, 1999, 2001, 2002, 2006, 2007, 2008, 2010, 2011, 2014, 2015 en 2016
- Super Cup 2000/01, 2002/03, 2005/06, 2006/07, 2008/09, 2010/11, 2012/13 en 2014/15
- Vice-kampioen 1997, 1999, 2002, 2003, 2004, 2007, 2009 en 2013
- Bekerfinalist 2003, 2004, 2005, 2009, 2012 en 2013
- Sportlaureaat Provincie Oost-Vlaanderen  1998 en 2001

Vande Broek werd trainer van het jaar in 1996, 1997, 1998, 1999, 2000, 2001, 2002, 2006, 2007, 2008, 2010, 2011, 2014 en 2015). Ook stond hij in de top 3 van sportcoach van het jaar op het Belgische sportgala in 2013 en 2014.

## Academisch
Vande Broek is sinds 1985 verbonden aan de Faculteit Bewegings- en Revalidatiewetenschappen (FaBeR) van de KU Leuven, eerst als student (1985 - 1989), later als doctor in de biomechanica (1991 - 1997), vervolgens als hoogleraar in de onderzoeksgroep Fysieke Activiteit, Sport & Gezondheid. Zijn onderzoek situeert zich voornamelijk rond de onderzoeks-domeinen leiderschap en groepsdynamica. Hij is tevens ook de verantwoordelijke voor de topsporters aan de KU Leuven.

## Chef Sport
Op 17 augustus 2009 werd Vande Broek Chef Sport op het ministerie van de Vlaams ministers van sport Philippe Muyters en Ben Weyts. In deze functie schreef hij mee aan het Topsportactieplan III, IV en V. Hij werd in deze functie opgevolgd door Pieterjan Vangerven.